# 1879 aux échecs
| Années des échecs : 1876 - 1877 - 1878 - 1879 - 1880 - 1881 - 1882    |
| Décennies des échecs : 1840 - 1850 - 1860 - 1870 - 1880 - 1890 - 1900 |

Cet article présente les faits marquants de l'année 1879 aux échecs.

## Championnats nationaux
- Empire allemand : Berthold Englisch remporte la première édition du Congrès des échecs allemands[Note 1],[1],[2].
- Canada : Edwin Pope remporte le championnat[3].
- Empire russe : Mikhaïl Tchigorine remporte un match face à Emanuel Schiffers. Il est reconnu comme le meilleur joueur russe[4].

## Naissances
- Fiodor Douz-Khotimirski
- Charles Jaffe

## Nécrologie
- 13 mars : Adolf Anderssen, chef de file de l’ « école romantique ».
- 2 avril : Carl Göring (en)
- 23 avril : George Walker